# Якоби, Лотта
Джоанна Александра «Лотте» Якоби (нем. Johanna Alexandra Jacobi; 17 августа 1896, Торн, Пруссия — 6 мая 1990, Конкорд, США) — немецко-американский фотограф.

## Биография и карьера
Родилась в Торне (Торунь) в Пруссии (сейчас в Польше). Была старшей из трёх детей в еврейской семье. Жила в Берлине (1925—1935), Нью-Йорке (1935—1955) и Нью-Гемпшире (1955—1990).
Прозвище «Лотта» дал ей отец. Она пользовалась этим, только близкие знали её настоящее имя, для всех других людей она была «Лоттой». В 1916 году она вышла замуж за Фрица Хонига, а через год родила сына Джона. Брак длился недолго, и в 1924 году супруги развелись.
Она изучала литературу и историю искусств в Королевской академии в Познани с 1912 по 1917 год, а затем училась в Баварской государственной академии фотографии и Мюнхенском университете (1925—1927). С 1927 года стала профессиональным фотографом и делала семейные фотографии. Тогда же начала работать фотографом в агентстве «Schostal», а также сняла четыре кинофильма, наиболее важным из которых является «Портрет художника», о художнике Йозефе Шарле. С октября 1932 года по январь 1933 года она путешествовала по Советскому Союзу, в частности по Таджикистану и Узбекистану, сделав много фотографий. Вернулась в Берлин в феврале 1933 года, спустя месяц после прихода к власти Гитлера. Из-за усилившегося преследования евреев она вместе с сыном покинула Германию и в сентябре 1935 года прибыла в Нью-Йорк. При переезде были потеряны почти все её ранние работы. Лотта Якоби вместе со своей сестрой Рут Якоби-Рот вместе открыли студию в Манхэттене.
В 1940 году Якоби вышла замуж за Эриха Райсса, выдающегося немецкого издателя и писателя и состояла в этом браке вплоть до смерти Рейсса в 1951 году. В течение этого времени она продолжала портретную фотосъемку в своей студии, одновременно экспериментируя с фотогеникой, безкамерной фотографией, когда светочувствительная бумага засвечивалась особым образом для создания абстрактных изображений.
В 1955 году Якоби покинула Нью-Йорк со своим сыном и невесткой и переехала в Диринг, штат Нью-Гемпшир. Этот переезд изменил всю её жизнь. В Диринге она открыла новую студию, где продолжила свою работу и демонстрировала работы других художников. Она увлеклась политикой и была ярым приверженцем демократической партии, представляя Нью-Гемпшир на съезде Демократической партии в 1980 году. Она много путешествовала и в 1970-х и 1980-х годах приобрела новую славу.
Якоби умерла 6 мая 1990 года в возрасте 93 лет. Она завещала 47 000 негативов архиву Лотты Якоби, созданному в Университете Нью-Гемпшира. Эта летопись истории 20-го века раскрывается в портретах художников, мировых лидеров, интеллигенции и простых людей Америки и Европы.
Её работы включают в себя престижные музейные коллекции по всему миру, включая Международный центр фотографии, Музей современного искусства, Музей Дж. Пола Гетти, Еврейский музей, Художественный институт Чикаго, Музей искусств округа Лос-Анджелес, Филадельфию. Музей искусств, Израильский музей, Берлинская галерея, Музей фотоискусства и Национальная галерея Канады .

## Работы
Лотта Якоби наиболее известна своими фотографическими портретами, которые являются «летописью эпохи». Среди многих других, она фотографировала У. Х. Одена, Мартина Бубера, Марка Шагала, У. Э. Б. Дюбуа, Альберта Эйнштейна, Роберта Фроста, Кете Кольвиц, Лотте Ленья, Петера Лорре, Томаса Манна, Макса Планка, Элеонору Рузвельт, Дж. Д. Сэлинджера, Альфреда Стиглица, Хаима Вейцмана, Поля Робсона, , Мэй Сартон, Полин Конер, Беренис Эбботт и Эдварда Стейхена.
Якоби приезжала на съёмки со своим оборудованием, организуя фотостудию на дому у своих моделей. Ей нравилось ждать, чтобы модели «обживались» в кадре и чувствовали себя более комфортно, только тогда она делала фотографию.